# Viviparidae
Viviparidae là một họ ốc nước ngọt có nắp vỏ.
Họ này được đặt trong nhóm không chính thức Architaenioglossa theo phân loại lớp Chân bụng của Bouchet & Rocroi, 2005.

## Phân bố
Họ này sống ở vùng nhiệt đới-cận nhiệt đới gần như toàn cầu, với ngoại lệ là Nam Mỹ.
Hai chi Viviparidae có mặt ở châu Phi: Bellamya và Neothauma.

## Phân loại
Họ Viviparidae gồm 3 ba phân họ (theo Bouchet & Rocroi, 2005):
- Viviparinae Gray, 1847 (1833) - danh pháp đồng nghĩa: Paludinidae Fitzinger, 1833 (inv.); Kosoviinae Atanackovic, 1859 (n.a.)
- Bellamyinae Rohrbach, 1937 - danh pháp đồng nghĩa: Amuropaludinidae Starobogatov, Prozorova, Bogatov & Sayenko, 2004 (n.a.)
- Lioplacinae Gill, 1863 - danh pháp đồng nghĩa: Campelomatinae Thiele, 1929

## Chi
Các chi trong họ Viviparidae là:
phân họ Viviparinae Gray, 1847
- Galizgia Mikhaylovskiy, 1903
- † Kosovia Atanacković, 1959
- Rivularia Heude, 1890[5]
- Trochopaludina Starobogatov, 1985
- Tulotoma Haldeman, 1840

Ốc bươu đồng xào sả và hành tây

- Viviparus Montfort, 1810 - type genus

phân họ Bellamyinae Rohrbach, 1937
- Amuropaludina Moskvicheva, 1979
- Angulyagra Rao, 1931[6]
- Anulotaia Brandt, 1968
- Anularya Zhang & Chen, 2015[7]
- † Apameaus Sivan, Heller & van Damme, 2006[8] This Pliocene-Pleistocene genus contains only one species Apameaus apameae Sivan, Heller & van Damme, 2006
- Bellamya Jousseame, 1886 - type genus of the subfamily
- Boganmargarya Thach, 2018
- Cipangopaludina Hannibal, 1912[6]
- Eyriesia P. Fischer, 1885
- Filopaludina Habe, 1964
- Heterogen Annandale, 1921 - with the only species Heterogen longispira (E. A. Smith, 1886)
- Idiopoma Pilsbry, 1901
- Larina Adams, 1851[1]
- Margarya Nevill, 1877
- Mekongia Crosse & Fischer, 1876
- Neclarina Iredale, 1943
- Notopala Cotton, 1935[9]
- Sinotaia Haas, 1939
- Taia Annandale, 1918
- † Temnotaia Annandale, 1919
- Tchangmargarya He, 2013[7]
- Torotaia Haas, 1939
- Trochotaia Brandt, 1974[10]

phân họ Lioplacinae Gill, 1863
- Campeloma Rafinesque, 1819
- Lioplax Troschel, 1856

phân họ ?
- † Albianopalin Hamilton-Bruce, Smith & Gowlett-Holmes, 2002[11] - from Albian, New South Wales[11]
- Neothauma E. A. Smith, 1880[4]
- Siamopaludina Brandt, 1968

Các chi đã xác định là danh pháp đồng nghĩa
- Centrapala Cotton, 1935:[1] danh pháp đồng nghĩa của Larina A. Adams, 1855
- Contectiana Bourguignat, 1880: danh pháp đồng nghĩa của Viviparus Montfort, 1810
- Eularina Iredale, 1943: danh pháp đồng nghĩa của Larina A. Adams, 1855
- subfamily † Kosoviinae Atanacković, 1959: danh pháp đồng nghĩa của Viviparidae Gray, 1847
- Lecythoconcha Annandale, 1920: danh pháp đồng nghĩa của Cipangopaludina Hannibal, 1912
- Metohia Popović, 1964: (đồng nghĩa thứ cấp, chưa có tên thay thế vào năm 2014)
- Notopalena Iredale, 1943: danh pháp đồng nghĩa của Notopala Cotton, 1935
- Paludina Férussac, 1812: danh pháp đồng nghĩa của Viviparus Montfort, 1810
- Siamopaludina Brandt, 1968: danh pháp đồng nghĩa của Filopaludina (Siamopaludina) Brandt, 1968 represented as Filopaludina Habe, 1964
- Vivipara: danh pháp đồng nghĩa của Viviparus Montfort, 1810

## Vòng đời
Các loài Viviparidae có tuổi thọ từ 3 đến 11 năm.